# 圣阿芒 (加来海峡省)
圣阿芒（法語：Saint-Amand，法語發音：[sɛ̃.t‿amɑ̃]）是法国加来海峡省的一个市镇，属于阿拉斯区。

## 地理
圣阿芒（50°9'53"N, 2°33'31"E）面积5.45 平方千米，位于法国上法蘭西大區加来海峡省，该省份为法国北部沿海省份，西北濒北海，南至索姆省，东临北部省。
与圣阿芒接壤的市镇（或旧市镇、城区）包括：拉埃利耶尔、苏阿斯特、比安维莱欧布瓦、戈迪昂普雷、埃尼、安贝尔康、波米耶。

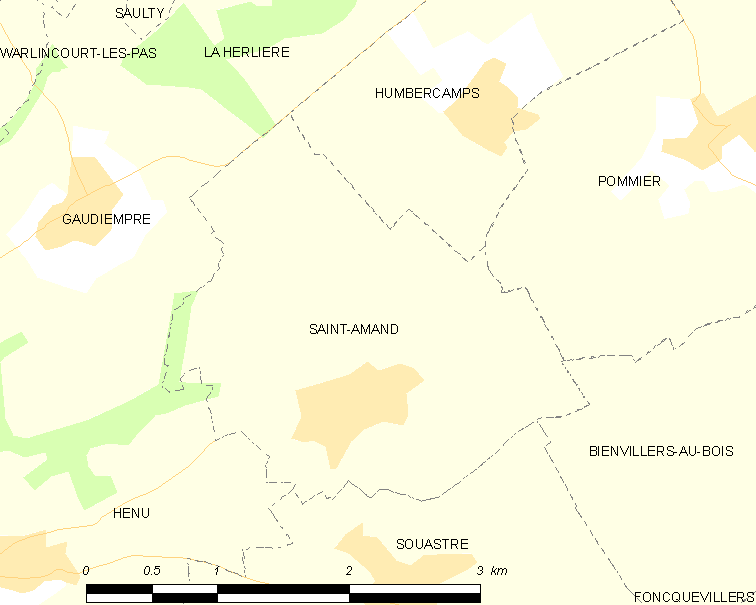
的OSM定位图

圣阿芒的时区为UTC+01:00、UTC+02:00（夏令时）。

## 行政
圣阿芒的邮政编码为62760，INSEE市镇编码为62741。

## 政治
圣阿芒所属的省级选区为阿韦讷勒孔特县。

## 人口

1962-2008年间人口变化图示

圣阿芒于2022年1月1日时的人口数量为119人。